# بيتبورغ
بيتبورغ  أو بِتبُرغ (بالألمانية: Bitburg) هي بلدة ألمانية تقع في ألمانيا في راينلند بالاتينات.  يقدر عدد سكانها بـ 12,942 نسمة .

## المدن التوأمة
مدن آرلون و ديكيرش هي مدن توأمة لـبيتبورغ.

## أعلام
- براندون توماس
- تيري كينارد
- ليندا سومرز
- جان مارك بار
- يوجين كونينغ
- توم جي. بالمر